# Элемент N

Гальванические цилиндрические элементы номиналом 1,5В

Элемент N — типоразмер цилиндрических элементов питания номинальным напряжением 1,5 В. Другие названия — LR1 (МЭК), 910A (ANSI/NEDA), 293 (ГОСТ, ТУ), MN9100. Приблизительная емкость около 1000 мАч. Размеры 12 × 30,2 мм.
Обычно используются в лазерных указках, беспроводных дверных звонках и микрофонах.